# Red House
Red House è una canzone scritta da Jimi Hendrix inclusa nella versione inglese del primo album dei The Jimi Hendrix Experience del 1967, Are You Experienced. In questa canzone si sentono le forti influenze blues del chitarrista. Nella versione americana del disco la traccia non compare, poiché la casa discografica, la MCA Records, sostenne che "all'America non piace il blues". La canzone è un blues in 6/4 ed è la canzone più spiccatamente blues dell'intero album.
Nelle versioni live Jimi Hendrix arrivava ad allungarla fino a 10 minuti. Durante la sua esibizione al Festival di Woodstock Hendrix, mentre eseguiva il brano, strappò la corda del mi cantino e suonò il resto della canzone con sole cinque corde.
I chitarristi blues Buddy Guy e John Lee Hooker hanno realizzato una cover della canzone. La canzone è stata reinterpretata nei live da numerosi artisti della scena blues e rock internazionale.